# Gatos callejeros de Estambul

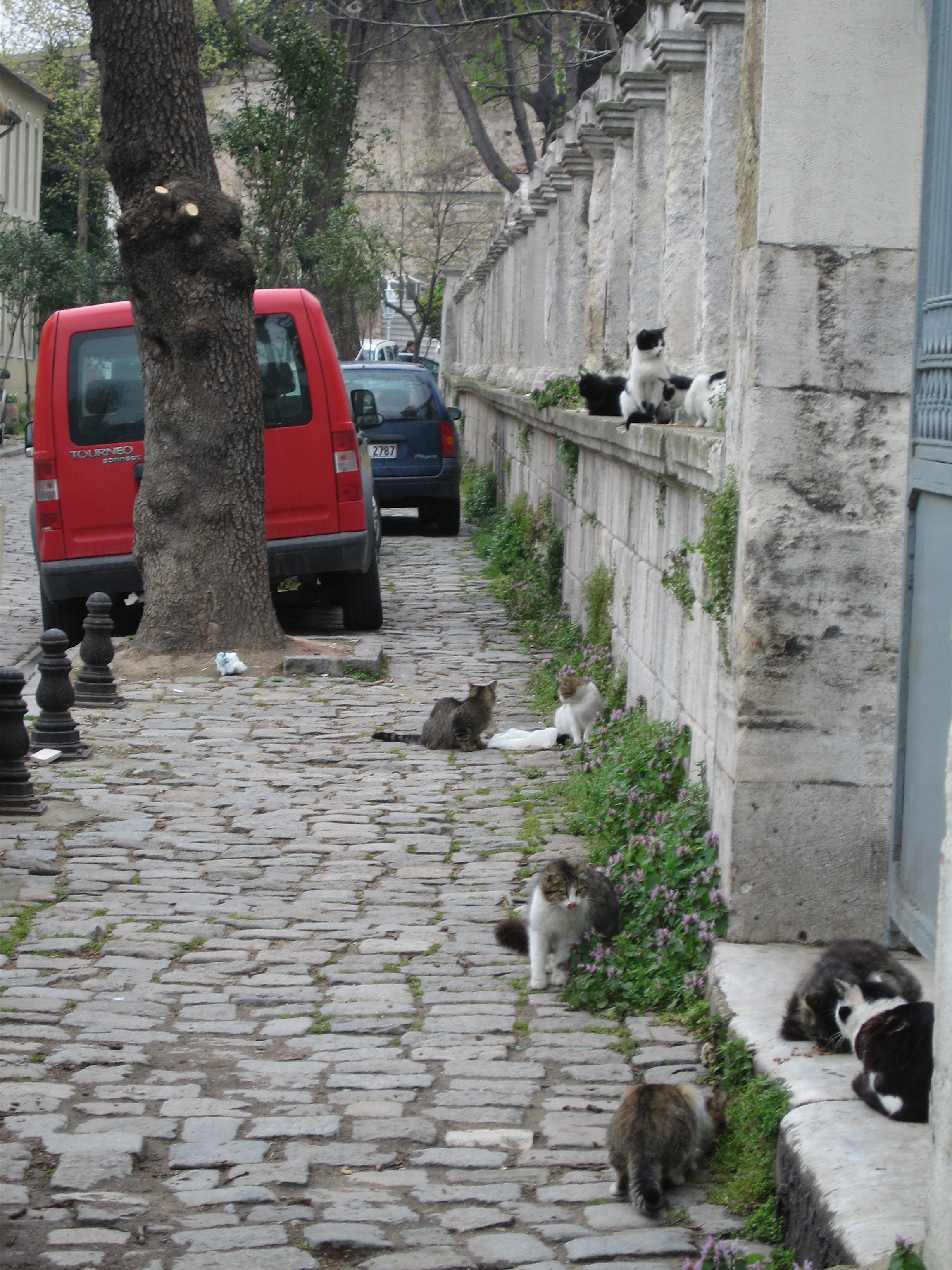
Grupo de gatos callejeros en Estambul (2006).

Estambul alberga una población considerable de gatos callejeros (en turco: sokak kedisi, "gato callejero"), con estimaciones que van desde cien mil hasta más de un millón de gatos cimarrones. Muchos ciudadanos turcos ven a los animales de la calle como mascotas de propiedad comunal, en lugar de perros callejeros tradicionales, y el país tiene una política general de no matar ni capturar.

## Historia
Según Ayşe Sabuncu de Cats of Istanbul, la gran prevalencia de gatos en la ciudad se puede relacionar con la época otomana. La gran mayoría de las casas de Estambul eran de madera, lo que daba cobijo y permitía la proliferación de las poblaciones de ratones y ratas. Esto hizo que la presencia de los gatos fuera una necesidad en la ciudad. Varias fuentes de medios de comunicación han conectado la actitud positiva hacia los gatos en Turquía con el Islam, la fe más predominante en el país.

## Salud

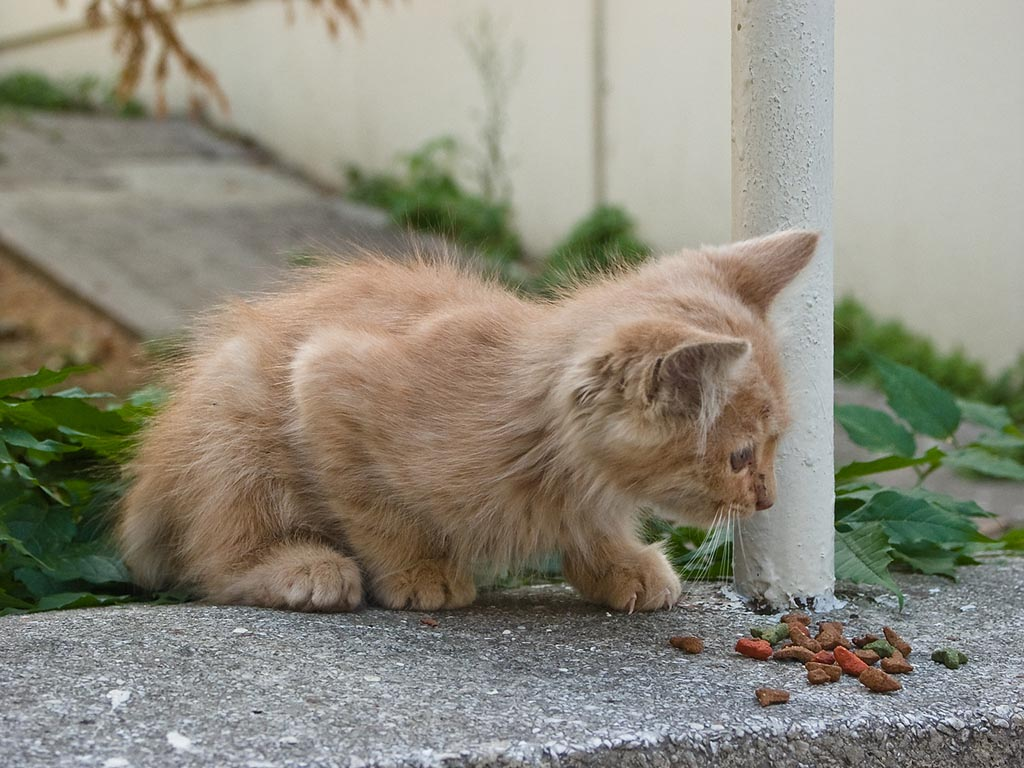
Gatito siendo alimentado en Eminönü.

Un estudio de 2011 que examinó las infecciones por tenias en animales callejeros de Estambul encontró que el 4,65 % de los gatos examinados tenían infecciones por Joyeuxiella pasqualei. Se descubrió que el virus de la inmunodeficiencia felina y el virus de la leucemia felina son comunes entre los gatos callejeros y al aire libre. Aunque los gatos callejeros pueden ser un vector de la rabia, de los 21 casos de rabia documentados en Turquía entre 2000 y 2014, ninguno fue por contacto entre gatos y humanos.
La alimentación pública de gatos por parte de los lugareños ha sido criticada por varios veterinarios. Un artículo de 2015 publicado por académicos de la Universidad de Rutgers afirmó que la alimentación colectiva atrae y conduce a la concentración de animales en un área específica, lo que a su vez facilita la transmisión de ciertas enfermedades. El contacto de los gatos sanos con objetos como recipientes de comida y agua que fueron contaminados por animales enfermos es otra preocupación.

## Legislación

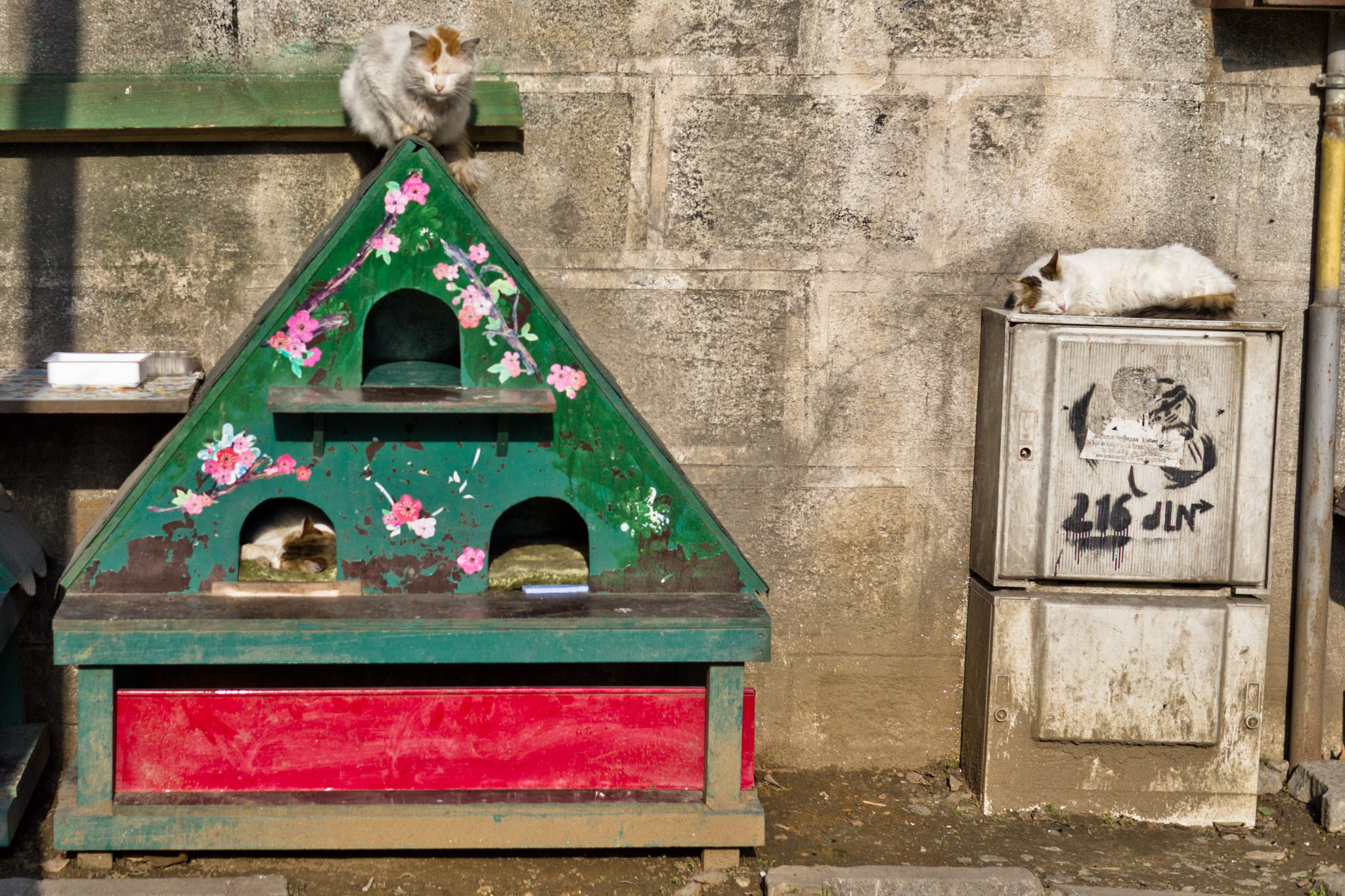
Gatos callejeros durmiendo en Cihangir.

Antes de 2021, la ley turca definía a los animales (callejeros y mascotas) como "mercancías", en lugar de "seres vivos". Esta clasificación fue criticada por los activistas de los derechos de los animales, ya que condujo a penas leves percibidas contra la crueldad animal. De acuerdo con la propuesta que fue aprobada en 2021, a las mascotas y animales callejeros se les otorgó el estatus de "ser vivo", lo que permite penas desde seis meses hasta cuatro años de cárcel por delitos contra los animales. La ley también ordena la esterilización de todos los animales callejeros en Turquía.
En 2019, un ciudadano japonés fue deportado de Turquía después de que admitió haber matado y comido 5 gatos callejeros en Küçükçekmece, lo que provocó una indignación generalizada en ambos países.

## Vida diaria

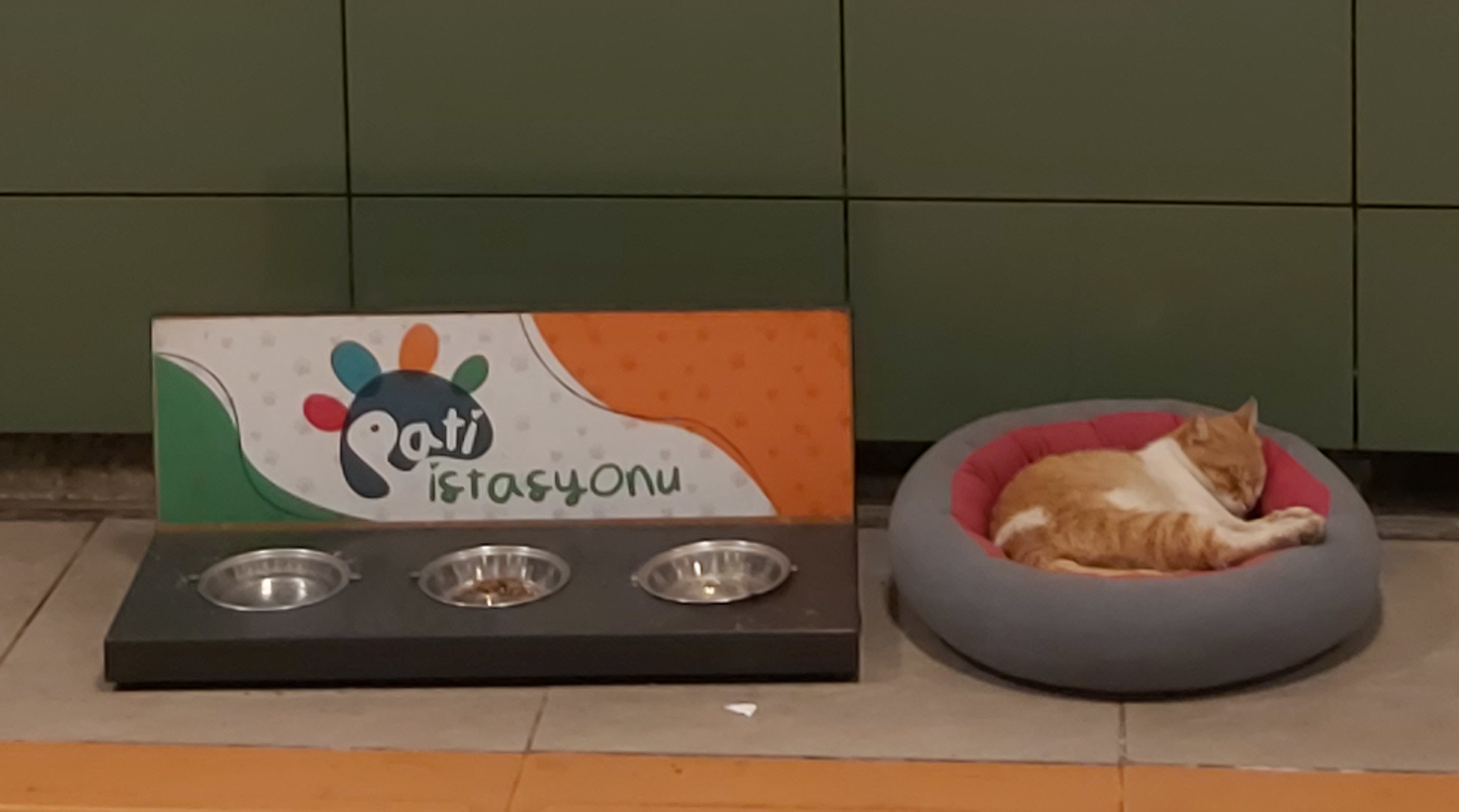
Un gato descansando en un espacio destinado para dicha especie en la estación Soğanlık del metro de Estambul.

Los habitantes de Estambul comparten las calles de la ciudad con aproximadamente 125 000 gatos; este dato incluye solo los gatos exclusivamente callejeros, y cuando se incluyen los gatos domésticos, se estima que en esta ciudad viven un promedio de 200 000 gatos. Se sabe que los gatos disfrutan de una vida muy cómoda en esta ciudad. En general, todas las calles de Estambul tienen gatos que son familiares para los lugareños. En estas calles se han preparado diminutas "casas de gatos" para los gatos callejeros. Los vecinos del barrio colocan recipientes de comida y agua frente a sus casas para alimentar a los gatos callejeros.
Los gatos callejeros se pueden ver en muchos lugares de Estambul, ya sea en las aulas universitarias, en el ferry, en el asiento del autobús o en el metro, sin que nadie los moleste. La Municipalidad de Estambul ha colocado máquinas expendedoras para perros y gatos en muchas partes de la ciudad. Hay bastantes gatos alrededor de estas máquinas expendedoras y los ciudadanos que pasan ponen monedas en estas máquinas, asegurándose de que los gatos y los perros sean alimentados.

## Cultura popular y medios

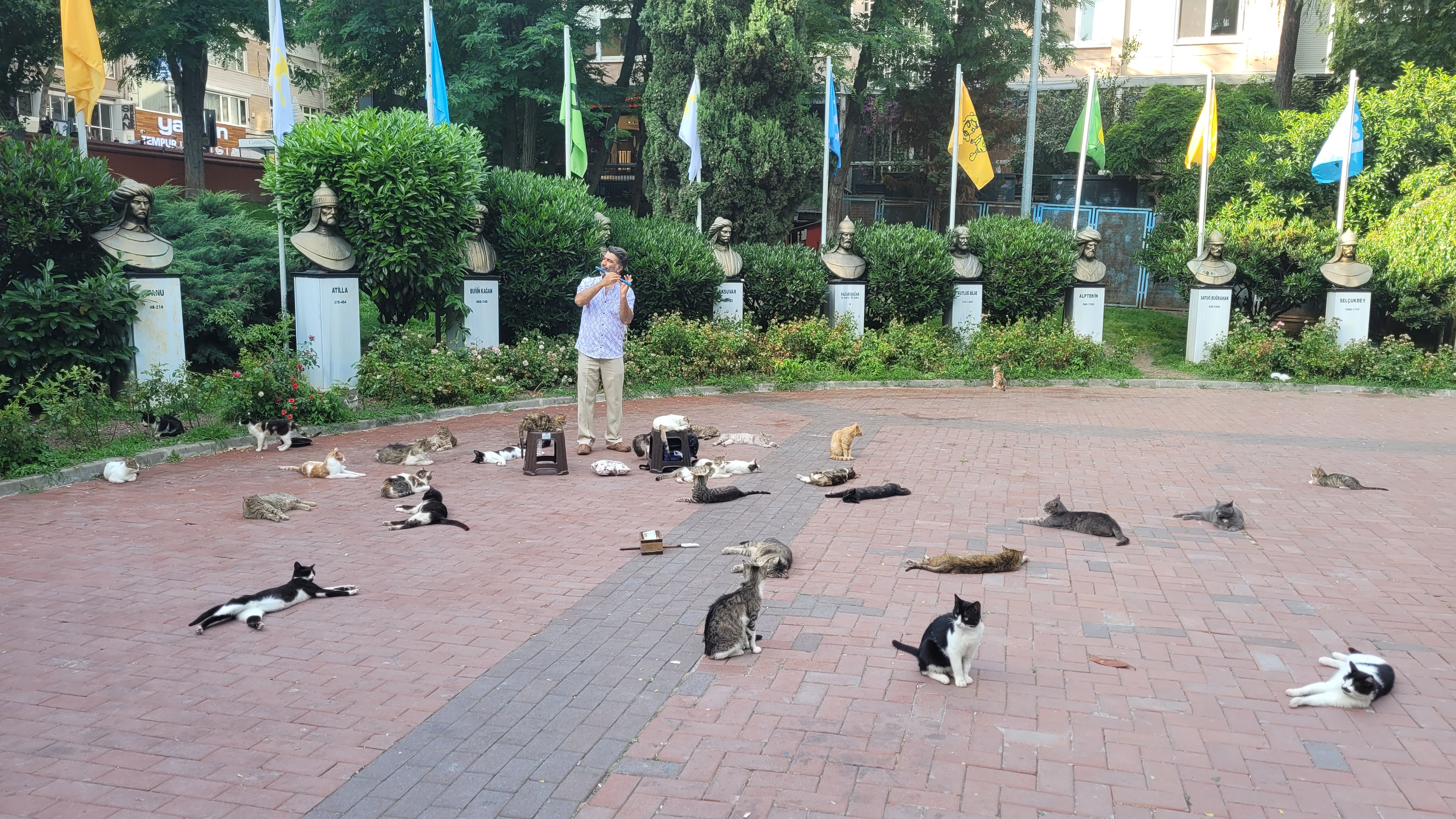
Gatos callejeros en el Parque Maçka.

Los gatos callejeros de Estambul han sido representados en varios medios. Se observa que las redes sociales son un medio particular en el que los gatos de Estambul ganaron popularidad.
El documental turco Kedi de 2016, aclamado por la crítica, se centra en varios gatos callejeros que viven en la ciudad. El libro infantil de 2015 de Etsuko Shundo titulado Buscando un gato en Estambul (en japonés: イスタンブルで猫さがし) se refiere a la búsqueda de un gato Van turco callejero por parte de estudiantes que asisten a la Escuela Japonesa de Estambul.
Tombili se hizo conocida internacionalmente por una fotografía que la mostraba recostada en el pavimento, y tras su muerte fue honrada con una estatua.
Gli nació y se crio en Santa Sofía, atrayendo la atención de los turistas visitantes.